# Zorobabel
Zorobabel, syn Salatiela (hebr. Zerubbabel ben Szealtiel − urodzony w Babilonii) − żyjący w VI w. p.n.e. Izraelita z plemienia Judaitów, syn Szealtiela, egzylarcha, namiestnik Judy. 
Stanął na czele jednej z pierwszych grup przesiedleńców powracających za pozwoleniem Cyrusa, króla perskiego, z „niewoli babilońskiej” (587/6 p.n.e. - 539 p.n.e.) do Judy. Opisany w Księdze Ezdrasza (Ezd 2-5), ponadto odnosi się do niego prorok Aggeusz (Agg 1). Zajął się on, wraz z Jozuem, synem Josadaka i braćmi jego, kapłanami, budowaniem Bogu ołtarza na dawnym fundamencie, w zniszczonej podczas najazdu Nabuchodonozora, króla babilońskiego, Świątyni Jerozolimskiej. W ciągu następnych dwóch lat sprowadzili oni drzewo cedrowe z Libanu i założyli fundamenty samej Świątyni. Odbudowa Domu Pańskiego trwała od 536 p.n.e. do 515 p.n.e. Została ukończona w trzecim dniu miesiąca Adar szóstego roku panowania Dariusza Wielkiego (12 marca 515 p.n.e.). 